# Amica (opera)

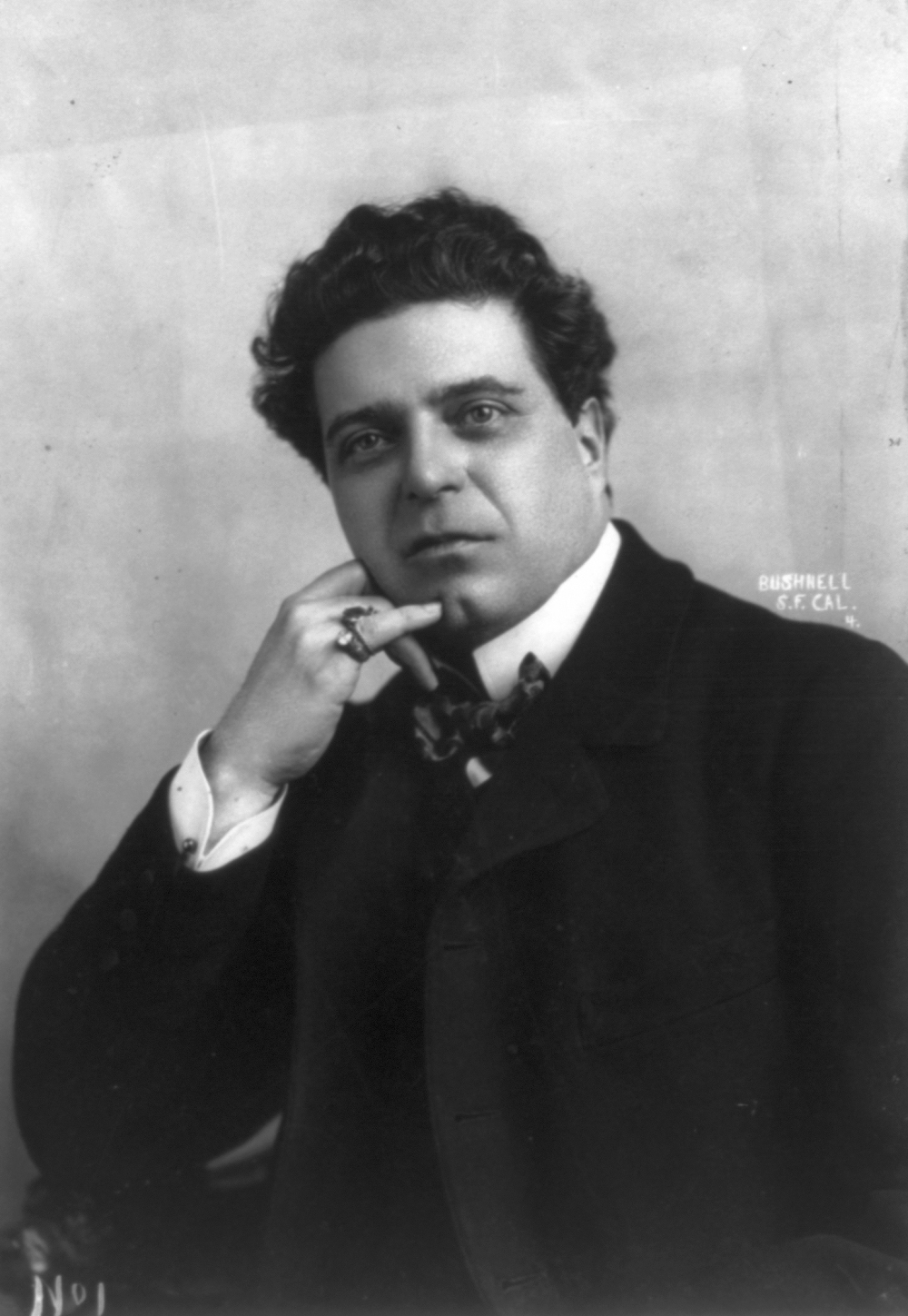
Pietro Mascagni

Amica är en italiensk opera i två akter med musik av Pietro Mascagni och libretto av Paul Bérel (pseudonym för Paul de Choudens). Det var den enda av Mascagnis operor med ett franskt libretto och blev en omedelbar framgång hos både publik och kritiker. Den hade premiär på Théâtre du Casino i Monte Carlo den 16 mars 1905 med Mascagni själv som dirigent. Operan fick sin italienska premiär (med ett italienskt libretto av Mascagnis nära samarbetspartner Giovanni Targioni-Tozzetti) den 13 maj 1905 på Teatro Costanzi i Rom.

## Historia
Liksom fallet blev för flera av Mascagnis operor, förutom Cavalleria rusticana, föll verket snart i glömska. En av de få nyuppsättningar i modern tid skedde den 4 augusti 2007 på Festival della Valle d'Itria med det ursprungliga franska librettot. I oktober 2008 använde sig Opera di Roma av det italienska librettot för en ny uppsättning av Amica i samarbete med Opéra de Monte-Carlo och Teatro Carlo Goldoni i Livorno.

## Roller
| Personer     | Röststämma | Fransk premiärbesättning 16 mars 1905 Dirigent: Pietro Mascagni | Italiensk premiärbesättning 13 maj 1905 Dirigent: Pietro Mascagni |
| ------------ | ---------- | --------------------------------------------------------------- | ----------------------------------------------------------------- |
| Amica        | sopran     | Geraldine Farrar                                                | Amalia Karola                                                     |
| Giorgio      | tenor      | Charles Rousselière                                             | Piero Schiavazzi                                                  |
| Renaldo      | baryton    | Maurice Renaud                                                  | Riccardo Stracciari                                               |
| Père Camoine | bas        | Henri-Alexandre Lequien                                         | Leo Eral                                                          |
| Magdelone    | sopran     | Paola Rainaldi                                                  | Italia Bonetti                                                    |

## Handling
Operan utspelas i Savojen omkring år 1900 och är ett klassiskt veristiskt drama. Handlingen rör sig kring en inhemsk tragedi om två bröder (Giorgio och Renaldo) och den kvinna de båda älskar (Amica).